# Coulanges (Loir-et-Cher)
Coulanges ist eine Ortschaft und eine Commune déléguée in der französischen Gemeinde Valloire-sur-Cisse mit 309 Einwohnern (Stand: 1. Januar 2022) im Département Loir-et-Cher in der Region Centre-Val de Loire. Die Einwohner werden Coulangeois genannt.
Die Gemeinde Coulanges wurde am 1. Januar 2017 mit Chouzy-sur-Cisse und Seillac zur Commune nouvelle Valloire-sur-Cisse zusammengeschlossen. Sie gehört zum Arrondissement Blois, zum Kanton Onzain und zum Gemeindeverband Agglomération de Blois.

## Geografie
Coulanges liegt etwa neun Kilometer südwestlich von Blois am Fluss Cisse.

## Bevölkerungsentwicklung
| Jahr                       | 1962 | 1968 | 1975 | 1982 | 1990 | 1999 | 2006 | 2017 |
| Einwohner                  | 219  | 216  | 274  | 301  | 271  | 312  | 306  | 311  |
| Quellen: Cassini und INSEE |      |      |      |      |      |      |      |      |

## Sehenswürdigkeiten
- Kirche Saint-Denis
- Schloss Rocon
- Schloss Beaujour